# Дом за почивка
„Дом за почивка“ е български телевизионен игрален филм (социална сатира, новела, късометражен) от 1981 година на режисьора Коста Наумов. Сценарист на филма е Георги Милошев, оператор е Димитър Дермански.
Филмът е реализиран по едноименния разказ на Юрий Прокопенко.

## Актьорски състав
| В главните роли              | Изпълнител       |
| ---------------------------- | ---------------- |
| почиващият                   | Андраш Кончалиев |
| шахматистът                  | Петър Кьосев     |
| възрастната жена             | Ева Тупарова     |
| служител 1                   | Николай Чобанов  |
| служител 2                   | Пенчо Дренски    |
| любителката на кръстословици | Юлия Дживджорска |